# Chernoff-egyenlőtlenség
A Chernoff-egyenlőtlenség a valószínűségszámításban felső korlátot ad meg arra, hogy Bernoulli-eloszlású valószínűségi változókkal végzett kísérletek sorozatában a sikeres kísérletek száma mennyire tér el a várható értéktől. Az informatikában a véletlenített algoritmusok elemzéséhez is sokoldalúan és sokszor használják. Herman Chernoffról nevezték el, de már Herman Rubin is ismerte.

## Állítás
Legyen {\displaystyle X_{1},X_{2},\ldots ,X_{n}} {\displaystyle n} független Bernoulli-kísérlet, ahol {\displaystyle P[X_{i}=1]=p} és {\displaystyle P[X_{i}=0]=1-p}! Ekkor {\displaystyle pn} a sikeres kísérletek száma, ahol a kísérlet sikeres, ha {\displaystyle X_{i}=1}.
1. Minden {\displaystyle \delta >0} esetén
{\displaystyle P\left[\sum X_{i}\geq (1+\delta )\cdot pn\right]\leq \exp \left(-{\frac {\min\{\delta ,\delta ^{2}\}}{3}}pn\right)}
2. és minden {\displaystyle \delta \in [0,1]} esetén:
{\displaystyle P\left[\sum X_{i}\leq (1-\delta )\cdot pn\right]\leq \exp \left(-{\frac {\delta ^{2}}{2}}pn\right)}

## Általánosítása
Legyenek {\displaystyle X_{1},X_{2},\ldots ,X_{n}} diszkrét, független valószínűségi változók, úgy, hogy {\displaystyle {\textrm {E}}[X_{i}]=0} und {\displaystyle |X_{i}|\leq 1}. Legyen {\displaystyle \sigma ^{2}} {\displaystyle X=\sum X_{i}} szórásnégyzete. Ekkor minden {\displaystyle 0<\lambda \leq 2\sigma } esetén: 
{\displaystyle P\left[\left|\sum X_{i}\right|\geq \lambda \sigma \right]\leq 2\exp \left(-{\frac {\lambda ^{2}}{4}}\right)}
Ennek bizonyítása a nem általánosított változatéhoz hasonló.

## Példák
Az első példa kérdése: Mekkora annak az esélye, hogy egy szabályos érmét tízszer feldobva legalább hétszer írást kapunk?
Legyenek {\displaystyle X_{1},X_{2},\ldots ,X_{10}} az érmedobásoknak megfelelő Bernoulli-kísérletek, ahol {\displaystyle pn={\frac {1}{2}}\cdot 10=5}. Az első Csernov-egyenlőtlenség szerint
{\displaystyle P\left[\sum X_{i}\geq 7\right]=P\left[\sum X_{i}\geq \left(1+{\frac {4}{10}}\right)\cdot 5\right]}
így
{\displaystyle \leq \exp \left(-{\frac {\min\{{\frac {4}{10}},{\frac {16}{100}}\}}{3}}\cdot 5\right)=\exp \left(-{\frac {4}{15}}\right)\approx 0{,}766\ldots }
A második példa kérdése: Mekkora annak az esélye, hogy egy szabályos érmét százszor feldobva legalább hetvenszer írást kapunk?
Az első Csernov-korlát itt már erősebb becslést ad:
{\displaystyle P\left[\sum X_{i}\geq 70\right]=P\left[\sum X_{i}\geq \left(1+{\frac {4}{10}}\right)\cdot 50\right]}
{\displaystyle \leq \exp \left(-{\frac {\min\{{\frac {4}{10}},{\frac {16}{100}}\}}{3}}\cdot 50\right)=\exp \left(-{\frac {8}{3}}\right)\approx 0{,}069\ldots }

## Bizonyítás
Legyen  {\displaystyle t>0} tetszőleges konstans, és vezessük be az {\displaystyle Y} valószínűségi változót az írásmód könnyítésére úgy, hogy  {\displaystyle \textstyle Y=\exp \left(t\sum X_{i}\right)}! Az  {\displaystyle x\mapsto \exp(tx)} monoton volta miatt
{\displaystyle P\left[\sum X_{i}\geq (1+\delta )\cdot pn\right]=P\left[Y\geq \exp \left(t(1+\delta )\cdot pn\right)\right]=P\left[Y\geq k{\textrm {E}}\left[Y\right]\right]\leq {\frac {1}{k}}},
ahol {\displaystyle k={\tfrac {\exp(t(1+\delta )pn)}{{\textrm {E}}[Y]}}} és az utolsó becslés a Markov-egyenlőtlenségből következik. Ekkor
{\displaystyle {\textrm {E}}\left[\exp(tX_{i})\right]=(1-p)e^{0}+pe^{t}=1+(e^{t}-1)p}
így
{\displaystyle {\textrm {E}}\left[Y\right]={\textrm {E}}\left[\exp(t\sum X_{i})\right]={\textrm {E}}\left[\prod \exp(tX_{i})\right]=\prod {\textrm {E}}\left[\exp(tX_{i})\right]=\left(1+(e^{t}-1)p\right)^{n}}.
Továbbá
{\displaystyle {\frac {1}{k}}=e^{-t(1+\delta )pn}\left(1+(e^{t}-1)p\right)^{n}\leq e^{-t(1+\delta )pn}\cdot e^{(e^{t}-1)pn}=e^{-t(1+\delta )pn+(e^{t}-1)pn}}.
Mivel  {\displaystyle t} tetszőleges, azért ez {\displaystyle t=\log(1+\delta )} esetén is teljesül. Ezzel
{\displaystyle {\frac {1}{k}}\leq e^{-(\log(1+\delta ))(1+\delta )pn+\delta pn}=e^{(\delta -(1+\delta )\log(1+\delta ))pn}}.
A jobb oldal kitevőjének egy részére
{\displaystyle L(\delta )=(1+\delta )\log(1+\delta )}.
Görbediszkusszióval és Taylor-sorfejtéssel megmutatható, hogy {\displaystyle L(\delta )\geq \delta +{\tfrac {1}{3}}\min\{\delta ,\delta ^{2}\}}
Az exponenciális függvény monotóniájára hivatkozva
{\displaystyle {\frac {1}{k}}\leq e^{(\delta -(\delta +{\frac {1}{3}}\min\{\delta ,\delta ^{2}\}))pn}=\exp \left(-{\frac {\min\{\delta ,\delta ^{2}\}}{3}}pn\right)}.
Az első becsléssel együtt következik az első állítás.
A második állítás hasonlóan látható be.

## Fordítás
Ez a szócikk részben vagy egészben  a   Chernoff-Ungleichung című német Wikipédia-szócikk fordításán alapul.  Az eredeti cikk szerkesztőit annak laptörténete sorolja fel. Ez a jelzés csupán a megfogalmazás eredetét és a szerzői jogokat jelzi, nem szolgál a cikkben szereplő információk forrásmegjelöléseként.